# 62 Dywizjon Artylerii Lekkiej
62 dywizjon artylerii lekkiej (62 dal) – pododdział artylerii lekkiej Wojska Polskiego II RP. Dywizjon nie występował w pokojowej organizacji wojska. Został sformowany przez 27 pułk artylerii lekkiej z Włodzimierza Wołyńskiego.

## 62 dal w kampanii wrześniowej

### Mobilizacja
62 dywizjon artylerii lekkiej miał być sformowany zgodnie z planem mobilizacyjnym „W”, w I rzucie mobilizacji powszechnej. Jednostką mobilizującą był 27 pułk artylerii lekkiej stacjonujący w garnizonie Włodzimierz Wołyński. Tymczasowo organizacja wojenna pododdziału zakładała, że w jego składzie znajdzie się dowództwo, dwie baterie armat i kolumna amunicyjna z dwoma plutonami. Każda z baterii była uzbrojona w cztery 75 mm armaty wz. 1897, natomiast inny autor, że 62 dal miał być sformowany w mobilizacji alarmowej, w grupie jednostek oznaczonych kolorem czerwonym oraz uzbrojony w 100 mm haubice wz. 1914/1919A i wyposażony w jaszcze wz. 1914/1919K. Dywizjon miał być jednostką artylerii odwodu Naczelnego Wodza. Pod koniec czerwca 1939 roku została podjęta decyzja o włączeniu dywizjonu w skład rezerwowego 38 pułku artylerii lekkiej jako II dywizjonu armat. Dywizjon został zmobilizowany w dniach 31 sierpnia - 5 września 1939 roku, we Włodzimierzu Wołyńskim. Do wyposażenia etatowego zabrakło hełmów, radiostacji i amunicji do kbk. 7 września osiągnął gotowość bojową, załadowany do transportów kolejowych celem przewiezienia w rejon Niżankowic do miejsca koncentracji 38 Dywizji Piechoty Rezerwowej. 

### Działania bojowe
11 września skierowany do Lwowa, w trakcie jazdy dwukrotnie atakowany przez lotnictwo niemieckie, nieskutecznie. Po południu 12 września 1939 roku 62 dal został wyładowany na stacji kolejowej Lwów-Podzamcze. W tym czasie 38 pal, w składzie 38 DP (rez.) znajdował się w lasach na wschód od Medyki. W trakcie wyładunku był bombardowany przez lotnictwo niemieckie. Wprost z dworca ostrzeliwany przez artylerię niemiecką udał się na pośpiesznie organizowaną linię obrony. Plutonami i działonami dywizjon został skierowany w rejon Górnego Gródka. Bronił wspólnie z pododdziałami: rezerwy Policji Państwowej i 61 batalionu wartowniczego odcinka obrony przy ul. Gródeckiej, a następnie wziął udział w kontrataku organizowanym i prowadzonym przez gen. dyw. st. sp. Rudolfa Pricha. Walczące na tym odcinku działony poniosły straty w obsługach, prowadząc ostrzał ogniem na wprost. Po godz. 17.00 2 bateria zajęła stanowiska przed mostem koło koszar 5 pal. 13 września bateria 2/62 dal na rozkaz dowódcy dywizjonu przemaszerowała na nowe stanowiska ogniowe przy ul. Pełczyńskiej, wysuwając jeden działon jako przeciwpancerny przy skrzyżowaniu ul. Sapiehy i ul. Potockiego. W trakcie przemarszu na nowe stanowiska była ostrzeliwana ogniem artylerii, a na ul. Wóleckiej z broni strzeleckiej przez dywersantów. 1 bateria działonami obsadzała rejony ulic Focha, Gródeckiej i Janowskiej. 13 września ostrzeliwano ogniem na wprost pozycje niemieckie. 14 września pluton 1 baterii ostrzelał wieś Skniłów oraz zniszczył stanowisko broni maszynowej. W nocy 14 września od ostrzału artylerii niemieckiej poległo 3 kanonierów, rannych zostało 10 kanonierów, utracono 30 koni.   
15 września 2/62 dal ostrzeliwała stanowiska niemieckie na przedpolu Lwowa, w rejonie wsi Skniłów baterię niemieckiej artylerii oraz cegielnię Kulparków. 16 września pluton 1 baterii ostrzelał dwukrotnie kolumnę samochodów pancernych w rejonie Bogdanówki i Lewandówki. W nocy 16/17 września 2 bateria została ostrzelana przez dywersantów z okien Politechniki Lwowskiej. 19 września 1/62 dal zajęła stanowiska na placu Cytadeli, a 20 września na wzgórzu Wysoki Zamek. W trakcie obrony Lwowa dywizjon był przydzielony do sektora zachodniego, dowodzonego przez dowódcę 35 Dywizji Piechoty Rezerwowej płk. dypl. Jarosława Szafrana; prowadził działania bojowe w składzie dwóch etatowych baterii armat. Okresowo podczas pobytu na odcinku bojowym, od 19 września w rejonie Wysokiego Zamku i później w skład dywizjonu wchodziła 3 działowa bateria haubic kpt. Stefana Adameckiego wystawiona przez Ośrodek Zapasowy Artylerii Lekkiej nr 6 we Lwowie. 19 września 62 dal wsparł natarcie oddziałów ppłk Janowskiego, odcinka zachodniego celem ułatwienia przebijania się jednostek Frontu Południowego do Lwowa. 22 września po wkroczeniu wojsk sowieckich przy ul. Kościuszki dywizjon złożył broń.

## Obsada personalna 62 dal
Dowództwo
- dowódca dywizjonu - mjr art. Lucjan Chrystowski († 1940, Charków)
- adiutant - ppor. rez. Tadeusz Lesiak
- oficer zwiadowczy - ppor. Ronald Filipowicz
- oficer obserwacyjny - por. rez. Bronisław Antoni Wójtowicz
- oficer łączności - ppor. Franciszek Rudko

1 bateria
- dowódca baterii - ppor. Witold Czarnecki
- oficer ogniowy - ppor. Kazimierz Lisowski
- dowódca plutonu - ppor. Adam Panek
- dowódca działonu - plut. pchor. rez. Mieczysław Rubin

2 bateria
- dowódca baterii - por. Władysław Piotrowski
- oficer zwiadowczy - ppor. rez. Wacław Adam Gniewkowski
- oficer ogniowy - por. rez. Stanisław Pomorski († 1940, Charków)
- dowódca I plutonu - ppor. rez. Paweł Sawicki
- dowódca II plutonu - ppor. rez. Jan Małecki († 1940, Charków)

3 bateria
- dowódca 3 baterii - ppor. Olgierd Massalski († 1940)[10]* [11]